# Musique écossaise
La musique traditionnelle d'Écosse fait partie des « musiques celtiques ». La musique écossaise est restée dynamique à travers le XXe siècle tandis que nombre d'autres formes de musique traditionnelles voyaient leur popularité décliner au profit de la musique pop. Outre les traditions, la musique écossaise est diffusée par de nombreux labels et lors des festivals de musique. Ceux qui sont étrangers à cette musique la résument souvent à la grande cornemuse écossaise qui, bien qu'elle ait joué un rôle majeur, n'est ni la seule cornemuse employée, ni nécessairement l'instrument prépondérant.

## Musique classique

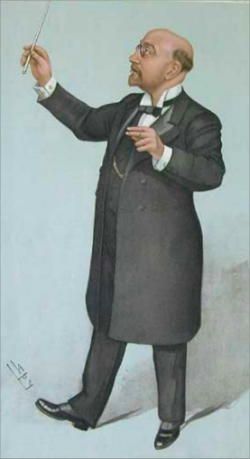
Caricature d'Alexander Mackenzie

### Compositeurs
Peu de compositeurs écossais ont acquis une renommée internationale ; le premier compositeur écossais notable est sans doute Robert Carver, au XVIe siècle. Au XIXe siècle, Alexander Mackenzie fut plus connu pour son concerto pour violon, prisé par le compositeur et violoniste espagnol Pablo de Sarasate, et pour son oratorio Rose of Sharon ainsi que ses œuvres pour piano. Frederic Lamond est plus connu comme interprète, mais fut également compositeur.
Parmi les compositeurs contemporains citons James Dillon qui compose beaucoup de musique de chambre, William Sweeney, influencé par la musique traditionnelle et au large catalogue, et Julian Wagstaff, tourné vers l'opéra.

### Orchestres
L'Écosse possède deux grands orchestres symphoniques, l'Orchestre national royal d'Écosse, le BBC Scottish Symphony Orchestra, et un grand orchestre de chambre, l'Orchestre de chambre d'Écosse. La compagnie nationale d'opéra est l'Opéra d'Écosse, basée au Théâtre Royal (en) de Glasgow.

### Festival international d'Édimbourg
Le Festival international d'Édimbourg est le plus grand festival au monde, avec une fréquentation de plus d'un million de personnes sur trois semaines. Ce festival se déroule annuellement depuis 1947. Pendant les trois dernières semaines du mois d’août, spectacles musicaux (principalement de musique classique), pièces de théâtre et chorégraphies se succèdent, dans les rues ou dans les salles.

## Musique traditionnelle

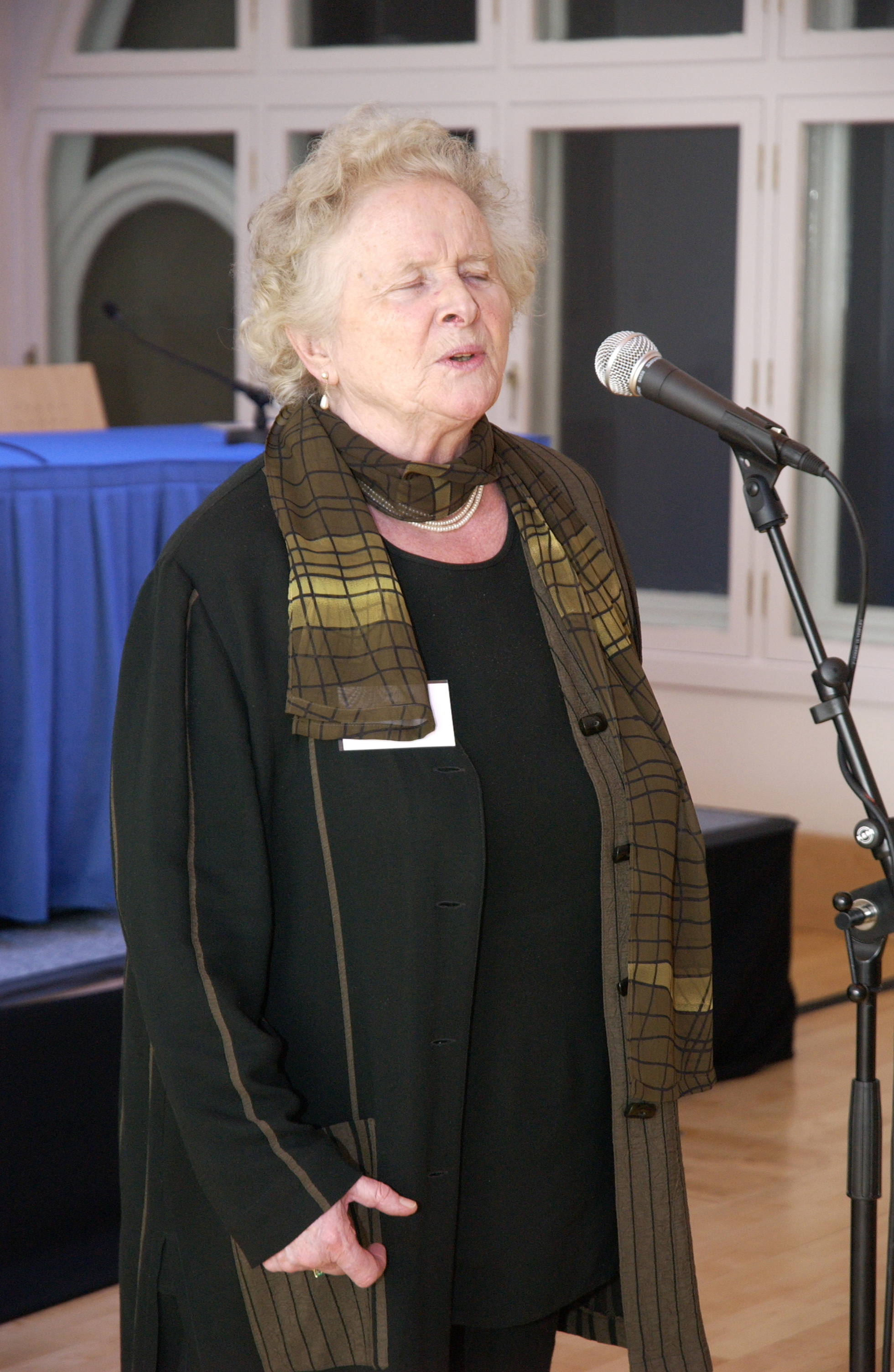
La chanteuse Flora Macneil, MBE, née en 1928 sur l'île de Barra.

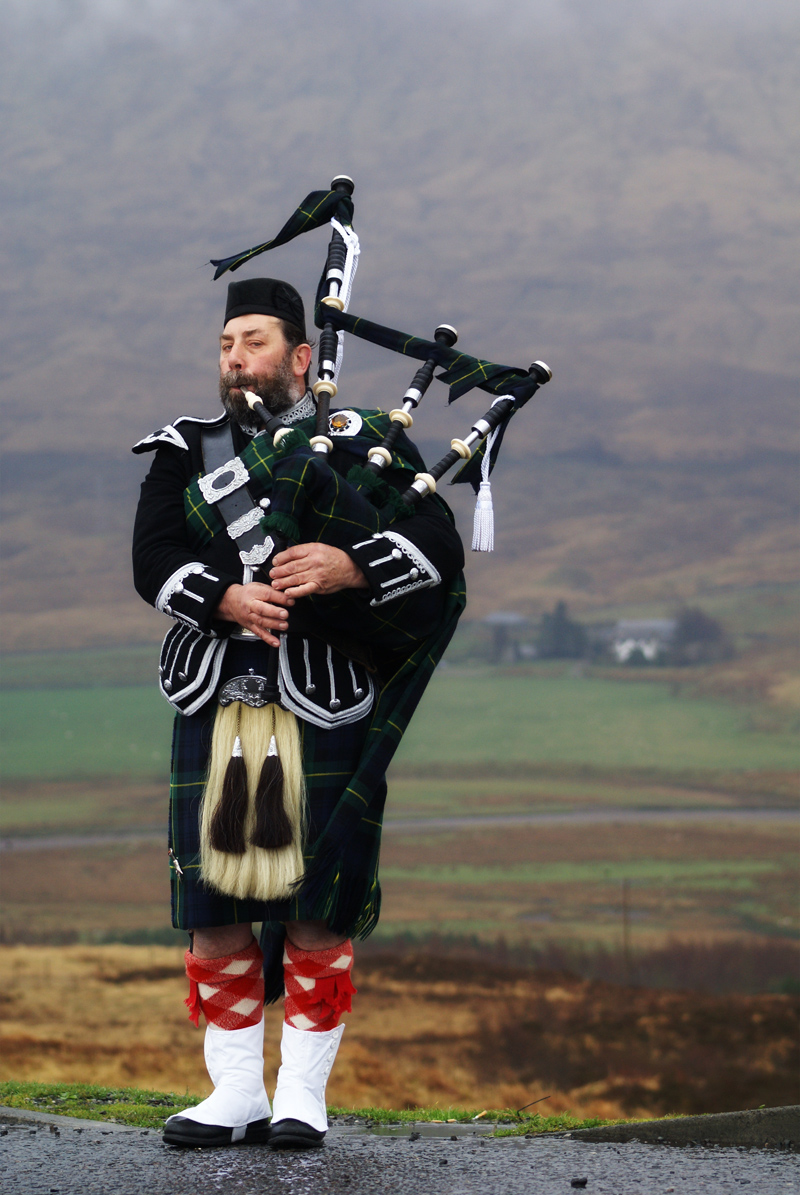
Joueur de cornemuse dans les Highlands.

La musique traditionnelle d'Écosse fait partie des musiques celtiques, comprenant entre autres la musique irlandaise. La musique écossaise est restée dynamique à travers le XXe siècle tandis que nombre d'autres formes de musique traditionnelles voyaient leur popularité décliner au profit de la musique pop. Outre les traditions, la musique écossaise est diffusée par de nombreux labels et lors des festivals de musique. Ceux qui sont étrangers à cette musique la résument souvent à la grande cornemuse écossaise qui, bien qu'elle ait joué un rôle majeur, n'est ni la seule cornemuse employée, ni nécessairement l'instrument prépondérant.

### Histoire
Les formes de musique en Écosse sont le chant gaélique et la harpe; beaucoup de cette tradition de harpe s'est perdu, mais connaît actuellement un regain d'intérêt.
L'usage de la cornemuse se diffusa progressivement en Europe, et il en est déjà fait mention pour les îles Britanniques dans Les Contes de Canterbury au XIVe siècle. À l'origine, le joueur de cornemuse jouait des morceaux nommés pìobaireachd, qui vient du gaélique pìobaire et signifiant simplement "joueur de cornemuse". Plus tard, la marche, le strathspey, le reel, la gigue et le hornpipe devinrent des genres populaires.
L'armée britannique adopta l'usage de la cornemuse et les pipe band (ensemble de joueurs de cornemuse et batteurs) se répandirent ainsi dans l'Empire britannique. La cornemuse est principalement utilisée par les ensembles ou lors de compétitions individuelles. Son usage est étroitement lié au chant gaélique (certains ornements de cornemuse imitent les consonnes des chansons gaéliques), au stepdance dont la mesure détermine le rythme de la chanson, et au violon (appelé fiddle dans cette musique) qui apparu en Écosse au XVIIe siècle.
Ces quatre éléments sont les piliers dès lors des danses folkloriques, ceilis, bals des Highlands et fréquemment des mariages ; on y ajoute parfois l'accordéon, la flûte, le violoncelle, le clavier ou un instrument de percussion.
La musique vocale est également très populaire dans la tradition écossaise. On trouve ainsi des ballades et des complaintes, généralement chantée par une seule personne avec accompagnement, ou jouée sur des instruments traditionnels. À l'origine, les chanteurs provenaient du music-hall, tels que Harry Lauder ou Will Fyffe ; parmi d'autres chanteurs connus dans ce style, on peut citer Andy Stewart, Moira Anderson, Kenneth McKellar, Calum Kennedy ou les frères Alexander.

### Clàrsach

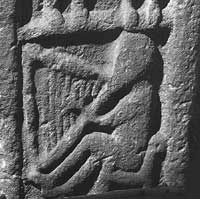
Harpiste de la pierre picte de Monifeith, vers 700-900 apr. J.-C.

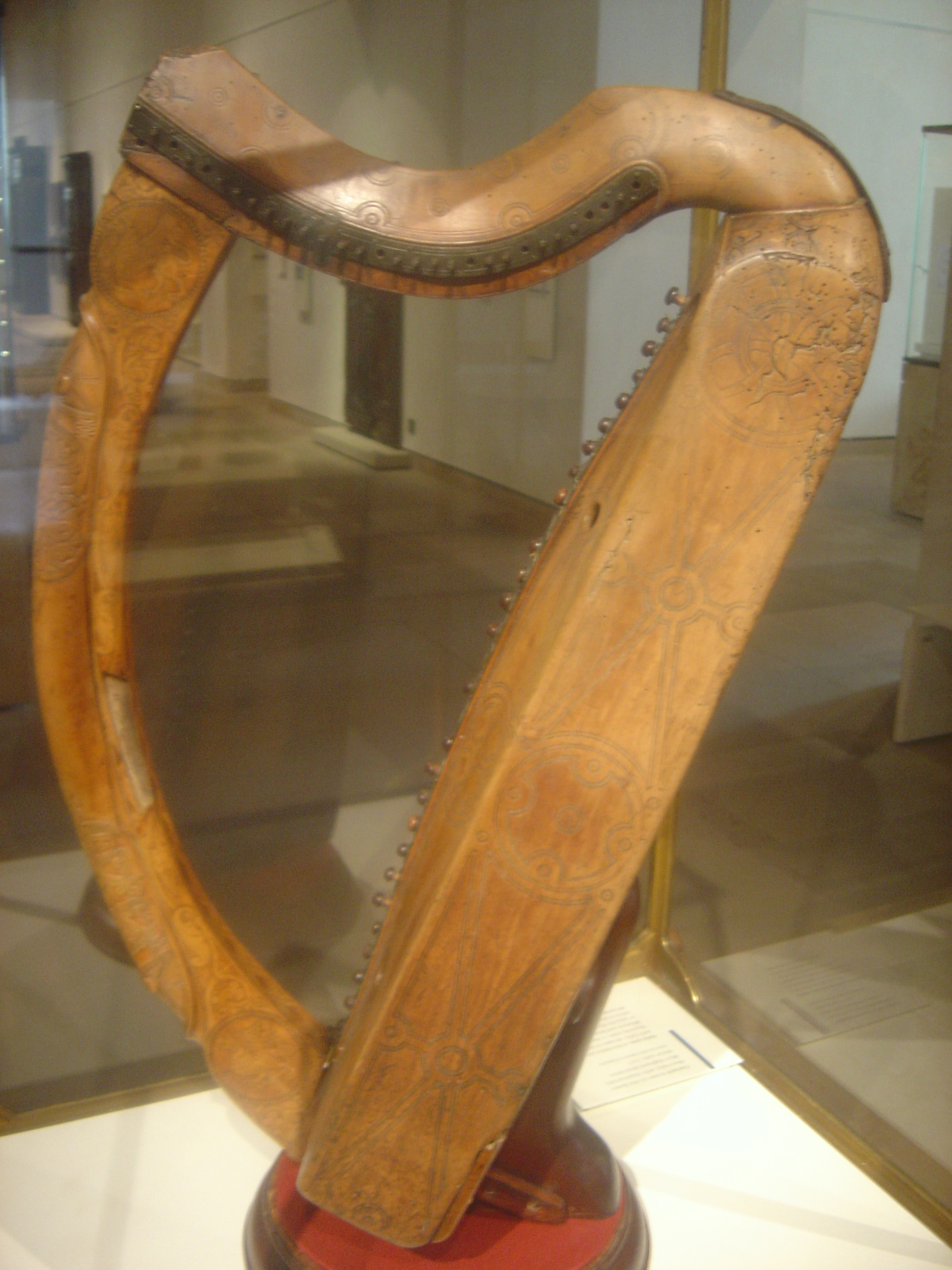
Harpe de la Reine Marie, fabriquée dans l'ouest des Highlands vers l'année 1400.

La harpe celtique (clàrsach en gaélique écossais) était considéré comme l'instrument national écossais avant l'apparition de la cornemuse au XVe siècle. Des pierres gravées de l'est de l'Écosse laissent penser que la harpe était présente chez les Pictes bien avant le IXe siècle. Le terme clàrsach est apparu à la fin du XIVe siècle pour désigner la harpe à 32 ou 36 cordes métalliques d'Écosse et d'Irlande.
Jusqu'à la fin du Moyen Âge, la clàrsach était l'instrument de musique le plus populaire en Écosse, et les harpistes figuraient parmi les personnages d'importance des cours des chefs de clan et des rois. Ils disposaient de droits spéciaux et jouaient une part cruciale dans les cérémonies officielles telles que les couronnements et les déclamations de poésie des bardes. Les rois d'Écosse ont employé des harpistes jusqu'à la fin du Moyen Âge ; ces derniers figurent abondamment dans l'iconographie royale. Plusieurs harpistes figurèrent à la bataille de l'Étendard (1138) et, lorsqu'Alexandre III visita Londres en 1278, ses ménestrels le suivirent.
Seulement trois harpes médiévales existent actuellement ; deux sont écossaises (Harpe de la reine Marie et Harpe de Lamont), conservées au Musée National d'Édimbourg, et l'une est irlandaise (Harpe dite de Brian Boru). D'après les motifs les ornant, les trois ont probablement été réalisées dans l'ouest des Highlands.
Avec le délitement de la société traditionnelle écossaise à la fin du XVIIe siècle, les harpistes ne bénéficièrent plus du mécénat et devinrent itinérants. À la fin du XVIIIe siècle, la clàrsach avait disparu du paysage culturel écossais.
À partir des années 1890, un nouveau type de clàrsach émergea, dans le cadre de la Renaissance Écossaise et du Celtic Revival, notamment du Mòd. La harpe gaélique, jusqu'alors tombée en désuétude, suscita un vif regain d'intérêt de la part des musiciens. Ces nouvelles clàrsach étaient tendues, non pas de cordes métalliques, mais de boyau de mouton. Elles sont aujourd'hui montées avec le plus souvent en nylon, mais on trouve aussi des instruments montés avec des cordes de bronze, en acier, en fibre de carbone ou en boyau (de mouton). Les clàrsach sont généralement accordées en mi bémol majeur.

### Cornemuses écossaises

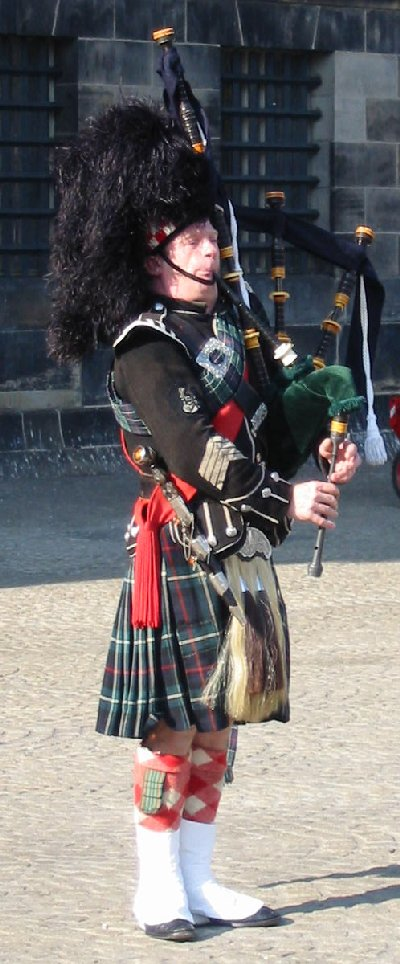
Un joueur de cornemuse (Great Highland Bagpipe) portant le Highland Dress.

La cornemuse est un instrument de musique à vent et plus particulièrement à anches. Il en existe plus d'une centaine de types dans le monde. Son aire de répartition correspond à l’Europe entière, au Caucase, au Maghreb, au Golfe persique et va jusqu’à l’Inde du Nord. Elle existait déjà du temps des Grecs qui, croit-on, l'auraient empruntée à l'Égypte antique. Elle aurait été ensuite répandue par les Romains. Instrument pastoral à l'origine, elle a développé au cours des siècles un répertoire à part entière qui culmine avec la musique de Cour et la musique militaire. La cornemuse fut bannie par les décrets publiés dans le sillage du Dress Act de 1746. Durant la période d'expansion de l'Empire britannique, les régiments écossais ont popularisé la cornemuse jusqu'en Inde et dans les autres colonies britanniques.
Différents types de cornemuses sont aujourd'hui joués en Écosse : la Great Highland Bagpipe (la cornemuse des régiments et des pipe-bands), la Border pipe du sud de l'Écosse et du nord de l'Angleterre et la Scottish smallpipes à soufflet.
Si la grande cornemuse se joue généralement debout car elle demande la pleine capacité des poumons, les autres modèles à soufflet ou à bouche se jouent assis. 
Elles sont toutes constituées d'une réserve d'air, la poche − traditionnellement en cuir, aujourd'hui en matière synthètique -, et d'un hautbois plus ou moins complexe, embouché dans le sac. Sont adjoints un à trois bourdons, produisant une note tenue, à l'aide d'une anche simple − traditionnellement en roseau − emboutie dans un tuyau à coulisse réglable. Enfin, l'alimentation de la poche se fait via un soufflet à bras, ou un porte vent.

#### Great Highland Bagpipe
Ainsi, la grande cornemuse était équipée d'un hautbois habituellement en la anglais (aujourd'hui si bémol4 ), un grand bourdon basse à l'octave inférieure (si bémol3), et deux bourdons dits ténor, en si bémol4. Le hautbois, diatonique, en si♭4 majeur, a une tessiture de 9 notes (sous-tonique, octave, et une altération sur la tierce) (la4, si♭4, do5, do♯5, ré5 , mi♭5, fa5, sol5, la5, si♭5). Le doigté est semi fermé. La pression acoustique générée par cet instrument est variable, selon la dureté de l'anche, mais peut atteindre 115 dB à 1 m.

#### Border Pipe - Reelpipe
Le Border pipe est très similaire au GHB, mais un ton et 20 dB en dessous. En outre, l'un des bourdon ténor est accordé à la quinte supérieure, voire à la quarte supérieure (ré5 ou mi5).
La forme, en revanche, est très différente, puisque les trois bourdons sont enfichés sur une souche commune, et tenus par le sac gonflé, horizontalement.
Le sac peut être gonflé par la bouche, ou par un soufflet accroché au bras droit.
La tessiture est similaire au GHB.

#### Small Pipes écossais
Le Small pipe a quasiment la même forme que le Border Pipe, mais utilise une anche de hautbois beaucoup plus douce que celle du border pipe, et exclusivement à l'aide d'un soufflet. Le hautbois est généralement en si♭3, soit une octave en dessous du Border Pipe, mais on en trouve également en ré3, ou la3.
Les bourdons sont également par trois (ou quatre) dans une souche, et accordés sur la basse, ténor et quinte et/ou quarte. Seuls trois bourdons jouent en même temps, une clé ou des bouchons permet de couper tous les bourdons, ou seulement la quarte, ou seulement la quinte. Contrairement aux deux précédentes, le doigté du Scottish Small Pipes est fermé.
Il est possible d'ajouter des clés sur le hautbois, pour jouer les altérations (sensible, tierce, sixième et septièmes mineures).

#### Jeu et répertoire
Elle se joue aussi bien en solo qu'en formation de cornemuses, les pipe bands.
Les morceaux « classiques » joués à la cornemuse couvrent un vaste répertoire, depuis les danses et la musique militaire jusqu'à des musiques d'inspiration religieuse ou encore des complaintes traditionnelles. La musique traditionnelle composée pour la Great Highland Bagpipe est décomposée en deux groupes, le Pìobaireachd, dit Ceol Mor signifiant Grande musique, et le Ceol Beag, dit musique légère. Dans la musique de Pìobaireachd, les pièces datant pour les plus anciennes du XVIe siècle, sont décomposées en mouvements, généralement sur le schéma suivant : le premier mouvement en est appelé urlar ; c'est lui qui établit le thème musical du morceau. Ce thème est ensuite développé en une série de mouvements de complexité croissante. L' urlar est suivi du taorluath, puis d'une variation et du crunluath ; le morceau s'achève par un retour au urlar. L'une des particularités de cette musique est qu'elle est non métronomique : la pulsation suit des formes complexes, mais une grande liberté est laissée à l'interprète, notamment via de nombreux points d'orgue. La musique légère, ou Ceol Beag, est également considérée comme non métronomique, notamment pour le Strathpey, une ancienne danse écossaise notée en 4/4, mais comprenant un swing rythmique fortement accentué par des notes lourées sur les temps, et accentuation encore plus forte du temps 3, et surtout du temps 1. De fait, les accentuations et ornementations, de par leur composition complexe, induisent par elles-mêmes un décalage du temps et une non « métronomisation » de la structure.
Il est à noter que tant le Ceol Mor que le Ceol Beag, aujourd'hui indissociables de la grande cornemuse écossaise, ont pourtant longtemps été associés à d'autres instruments. Les Pibroch étaient pratiqués à la harpe ou au chant, la musique légère au fiddle. Les pipers du début du siècle rechignaient à jouer le strathpey, notamment à cause de la complexité de la structure rythmique et ornementale de ces pièces développées pour l'archet du fiddle,.
Il existe des concours de cornemuse, aussi bien entre joueurs solo qu'entre pipe bands. Ils se tiennent souvent à l'occasion des Highland Games.

### Fiddle
Le fiddle est un autre terme pour désigner le violon, un instrument à quatre cordes, tenu sous le menton et joué à l'aide d'un archet. Le mot fiddle est souvent utilisé pour désigner le violon dans la musique traditionnelle irlandaise, britannique, klezmer ou tsigane ; il désigne aussi le violon dans le jargon des musiciens classiques britanniques. L'instrument est apparu en Écosse à la fin du XVIIe siècle ; il est mentionné pour la première fois en 1680 dans un document de l'abbaye cistercienne de Newbattle (Midlothian), Lessones For Ye Violin.
Le fiddle dans les musiques populaires des pays anglo-saxons a la particularité d'être joué sur plusieurs cordes en même temps par le fiddler (violoneux) qui le tient le plus souvent sur le coude ou la poitrine, et non au menton. C'est un violon d'apparence brute fait à partir de bois sombre. Dans certains cas, le chevalet supportant les cordes est abaissé afin d'améliorer la jouabilité.
Les musiques pour le fiddle sont plus caractéristiques de certaines régions de l'Écosse que du pays dans son ensemble. On distingue ainsi les compositions de l'ouest des Highlands, influencées par la cornemuse, le style des Shetland, plus vif, d'influence scandinave, et les airs plus lents de Strathspey et du nord-est de l'Écosse.